# Robotino

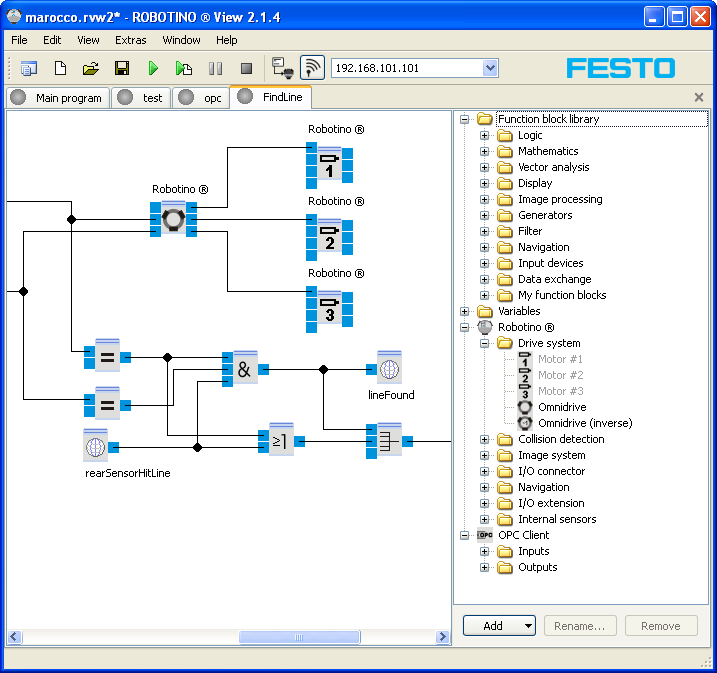
Robotino View 2 Programmierumgebung (Ansicht eines Unterprogramms).

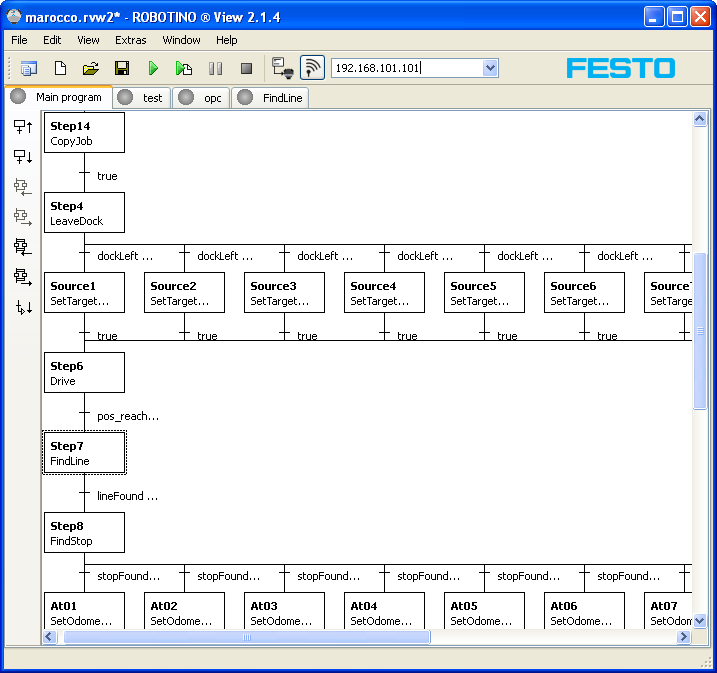
Robotino View 2 Programmierumgebung (Ansicht des Hauptprogramms).

Robotino ist ein mobiles Robotersystem für Ausbildung und Forschung der Firma Festo Didactic. Robotino wird durch einen omnidirektionalen Antrieb bewegt. Dadurch kann sich Robotino in der Ebene vollkommen frei (holonom) bewegen. Der auf Robotino vorhandene Industrie-PC PC104 erlaubt autonomes Fahren.
Über Wireless LAN sendet Robotino Sensorwerte an einen externen PC. Steuerungswerte können von dem externen PC an Robotino gesendet werden. Dadurch können Steuerungsprogramme sowohl direkt auf Robotino, als auch auf einem Arbeitsplatzrechner ausgeführt werden. Robotino wird mit der grafischen Programmierumgebung Robotino View ausgeliefert. In Robotino View werden Steuerungsprogramme als Datenflussgraphen dargestellt. In einer Ablaufsprache können Steuerungsprogramme in einen Gesamtablauf eingebunden werden. Darüber hinaus kann Robotino in den Sprachen C, C++, Java, .Net, Matlab, Simulink, LabVIEW, Robot Operating System (ROS) und MRDS programmiert werden.
Der omnidirektionale Antrieb besteht aus drei angetriebenen Allseitenrädern. Die Räder sind in einem Winkel von 120° zueinander angeordnet. Als Sensorik verfügt Robotino über eine Stoßleiste, Infrarot-Abstandssensorik, eine Farbkamera mit VGA-Auflösung, optische Drehgeber an den Motoren, Strommessung am gesamten System und den einzelnen Motoren, sowie Batteriespannungsüberwachung. Als weitere Sensoren stehen ein Gyroskop, North Star der Firma evolution robotics sowie ein Laserscanner zur Verfügung.
Für die Ein- und Ausgabe besitzt Robotino mehrere Schnittstellen:
- USB
- Ethernet
- 8 digitale und 8 analoge Eingänge
- 8 digitale Ausgänge
- zusätzlicher Motorausgang zum Treiben hoher Lasten
- zusätzlicher Drehgebereingang

Die Stromversorgung übernehmen zwei 12V/5Ah Blei-Gel-Akkumulatoren.